# صلح (ترانه تیلور سوئیفت)
«صلح» (انگلیسی: Peace) ترانه‌ای است که خواننده-ترانه‌سرای آمریکایی تیلور سوئیفت ضبط کرده‌است. این ترانه را سوئیقت و آرون دسنر نوشتند و پانزدهمین قطعه در هشتمین آلبوم استودیویی او، فولکلور، است که در ۲۴ ژوئیه ۲۰۲۰ از طریق ریپابلیک رکوردز منتشر شد. سوئیفت «صلح» را شخصی‌ترین ترانه در این آلبوم نامیده‌است.
«صلح» یک ترانه آراندبی سنتی همراه با عناصر فانک و جاز است. در این ترانه سوئیفت وفاداری‌اش را به معشوقه‌اش عهد می‌کند در حالی که در مورد تأثیر منفی فوق ستاره بودن او بر زندگی خصوصی آن‌ها بحث می‌شود. سوئیفت به او در مورد تمام مشکلاتی که هنگام مواجهه با خود روبرو می‌شود هشدار می‌دهد و از او می‌پرسد که اگر هرگز نتواند به او زندگی معمولی بدهد کافی است یا خیر.
این ترانه برای اشعار احساسی‌اش، عملکرد آوازی منعطف سوئیفت و سازهایش مورد تحسین منتقدان قرار گرفت. چندین منتقد موسیقی آن را به عنوان یکی از بهترین ترانه‌هایی که سوئیفت تا به حال نوشته‌است، یاد کردند و آن را به عنوان خودزندگی‌نامه‌ترین ترانه این آلبوم انتخاب کردند و ردی از موضوعات آسیب‌پذیر ششمین آلبوم استودیویی سوئیفت، اعتبار (۲۰۱۷) را در این ترانه ذکر کردند. پس از انتشار فولکلور، «صلح» وارد جدول استرالیا (شمارهٔ ۳۳)، کانادا (شمارهٔ ۴۶) و ایالات متحده (شمارهٔ ۵۸) شد. این ترانه به شمارهٔ ۱۲ جدول ترانه‌های داغ راک و آلترناتیو رسید.